# Long Way from Love
Long Way from Love è un album solista del cantante Mark Free, pubblicato nel 1993.

## Tracce
1. Someday You'll Come Running - 4:18    (cover degli FM)
2. Stranger Among Us - 5:18
3. Coming Back For More - 4:38
4. The Last Time - 4:42
5. Hard Heart to Break - 4:20
6. High Life - 4:48
7. State of Love - 3:59
8. Slow Down the Night - 4:35
9. Look Love in the Eyes - 4:47
10. Never Be a Next Time - 4:23
11. Long Way from Love - 5:31

## Formazione
- Mark Free - voce
- Paul Lewolt - chitarra, basso
- Tomie Reeves - tastiera, basso
- Diana Dewitt - cori
- Joan Stone - cori
- Terence Elliot - chitarra
- Tim Godwin - chitarra
- Pierre Gauthier - chitarra
- Tony Sciuto - chitarra
- Troy Dexter - chitarra
- Danny Jacob - chitarra
- Dirk Price - chitarra
- Claude Gaudette - tastiera
- Robin Randall - tastiera
- Steve Hopkins - tastiera, basso
- Paul Markovich - tastiera
- Roger Larocque - batteria
- Sylan Boulduc - basso
- Joel Hamilton - basso
- Erik Scott - basso